# 手指槍

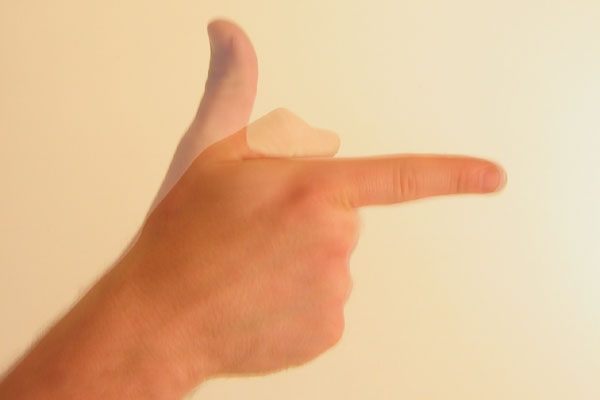
以右手比出手指槍的手勢。

手指槍是一種以伸出的拇指和食指模擬手槍外型的手勢，伸出的食指模擬槍管、而拇指則模擬擊鐵，有時候也會彎曲中指，以模擬扳機。如果把這種手勢放在自己的太陽穴旁或口中，模擬舉槍自殺的動作，可以表現出憤怒、厭倦、厭惡的情緒。而對他人使用時則可能構成侮辱。通常用作汙辱他人時，僅會用食指模擬槍管；而模擬舉槍自殺時，則會以食指與中指兩指模擬槍管。
偶爾孩童或青少年因為做出這種手勢而遭到退學或懲罰。在一些案例中，這種手勢被解讀為象徵暴力的信號，或是對槍枝暴力的支持，而這些解讀通常被認為太過荒謬。
2006年，恐怖組織參與者法希姆·阿邁德在提到加拿大安全情報局進入自己的公寓進行搜查時，比出了這個手勢，警方表示，這個手勢被視為他密謀從事恐怖主義的證據之一。